# Banco Central de Colombia
El Banco Central de Colombia, fue el segundo intento de crear una banca estatal en Colombia. Fue fundado en 1905 por el gobierno de Rafael Reyes Prieto y desapareció como entidad pública en 1909 al ser reemplazado por la Junta de Conversión, si bien siguió subsistiendo como banco privado hasta su compra por parte del Banco de Bogotá en 1928.

## Historia
La Guerra de los Mil Días había dejado devastada la economía del país: Con el propósito de frenar la hiperinflación, el gobierno de José Manuel Marroquín, creó la Junta de Amortización para estabilizar la economía colombiana. Sin embargo, esta junta fue en gran medida poco efectiva.
En las elecciones presidenciales de 1904, el conservador Rafael Reyes se alza con el poder. Este al asumir el poder se encontró con la oposición de varios sectores políticos, entre ellos los miembros del Congreso, que obstaculizaron sus proyectos legislativos, entre ellos la reforma monetaria. Para eludir esto, el 13 de diciembre de 1904 cerró el Congreso y convocó a una Asamblea Nacional Constituyente, que se posesionó el 15 de marzo de 1905. Esta posición fue apoyado por algunos líderes, como el liberal Rafael Uribe Uribe, quien declaró: "si la Corporación se niega a conceder las facultades solicitadas para enfrentar la grave crisis económica existente, haría bien el presidente en tomárselas".
Con el fin de sacar adelante su reforma económica, el 6 de marzo de 1905 Reyes expidió el decreto 47 de 1905, que promulgó la creación del Banco Central de Colombia, para reemplazar a la Junta de Amortización. Tres días después, el 9 de marzo lo anunció al país, y el 16 de marzo la Asamblea Nacional Constituyente aprobó la creación del nuevo banco. En un principio Reyes había ofrecido a los entonces cinco mayores bancos del país (Banco de Bogotá, Banco de Exportadores, Banco del Comercio, Banco de Colombia y Banco Internacional) que se unieran a su gobierno y conformaran la entidad. Sin embargo, estos rechazaron la propuesta. Ante este revés, Reyes acudió a acaudalados empresarios y terratenientes, entre ellos Pepe Sierra y Nemesio Camacho, logrando esta vez concretar el proyecto.
El banco comenzó operaciones de inmediato con un presupuesto de $8.000.000 de pesos divididos en 80.000 acciones de $100 pesos cada una. Las funciones que asumió el banco fueron de emisión, giro y depósito, bastantes similares al desaparecido Banco Nacional. Así mismo, estableció una tasa de cambio fija de cinco pesos por libra esterlina, con el fin de estabilizar la moneda sobre la base del patrón oro. Otra tasa de cambio, sobre la moneda local, también fue establecida  a un peso papel moneda=1 centavo oro. 
Para cuando el Banco entró en operación, habían $847.216.333 pesos circulando; la misma ley que fundó el banco determinó que el valor legal de los billetes de curso forzoso sería  a partir de ese momento su valor de mercado y no el valor que tenían en oro para cuando se dejaron de convertir en 1886. Esto significó reducción del 99% de la deuda del gobierno al utilizarse la tasa de cambio establecida.
Sin embargo, con el fantasma del Banco Nacional aún presente, la gente de inmediato desconfió del banco, por lo cual el banco solo logró amortizar una ínfima cantidad del dinero circulante antes de ser cerrado. Si bien el gobierno tenía la responsabilidad de respaldar el 30% del valor del papel moneda, esto no se cumplió lo que llevó a pensar que el banco no había cumplido su objetivo, en favor de resolver los problemas fiscales del gobierno.

## Disolución
Una vez fue derrocado Rafael Reyes y asumió el gobierno de Carlos Eugenio Restrepo, este acusó el banco de haber sobreemitido dinero y haber caído en las mismas operaciones del Banco Nacional, por lo rompió el contrato de exclusividad de emisión de dinero y estableció la Junta de Conversión. El gobierno de Restrepo también hizo un intento de establecer un banco central, cuando otorgó una concesión a la Casa Dreyfus et Cie, esta vez independiente y autónomo, bajo el nombre de "Banco de la República", para hacer honor al entonces gobernante Partido Republicano. Sin embargo, la iniciativa fracasó en el Congreso en noviembre de 1913, aunque el nombre propuesto sería rescatado para la entidad que fue fundada en 1923 y actualmente cumple las funciones del Banco Central en Colombia.
Una vez perdió el monopolio de emisión, siguió subsistiendo como banco privado. Así mismo, sus billetes quedaron sin valor alguno hasta que en 1919 el gobierno los reselló para su utilización como Cédulas de Tesorería.

## Listado de accionistas
Lista completa de accionistas según el decreto 47 de 1905:
- José María Sierra S.
- Nemesio Camacho M.
- Pedro Jaramillo
- José de J. Salazar
- Federico Montoya
- Castro & Montoya
- Rodolfo González
- Justo Vargas
- Francisco Fonseca Plazas
- Ignacio Muñoz
- Alfonso Arango
- César Castro
- Camilo Carrizosa
- Agustín Mercado
- Julio Arboleda
- Francisco Sáenz P.
- Luis Cuervo Márquez
- Clímaco Mejía
- Santiago Vélez
- José Jesús Ospina
- Rafael Pinto
- Rufino Gutiérrez
- Simón Hurtado
- Jaime Córdoba
- José María Quijano Wallis
- Francisco Quintana
- Francisco Laserna